# هوبرت مینیس
هوبرت مینیس (انگلیسی: Hubert Minnis؛ زادهٔ ۱۶ آوریل ۱۹۵۴) سیاست‌مدار اهل باهاما که از ۱۱ مه ۲۰۱۷ تا ۱۷ سپتامبر ۲۰۲۱ سمت نخست‌وزیری باهاما را برعهده داشت.